# 溝手顕正

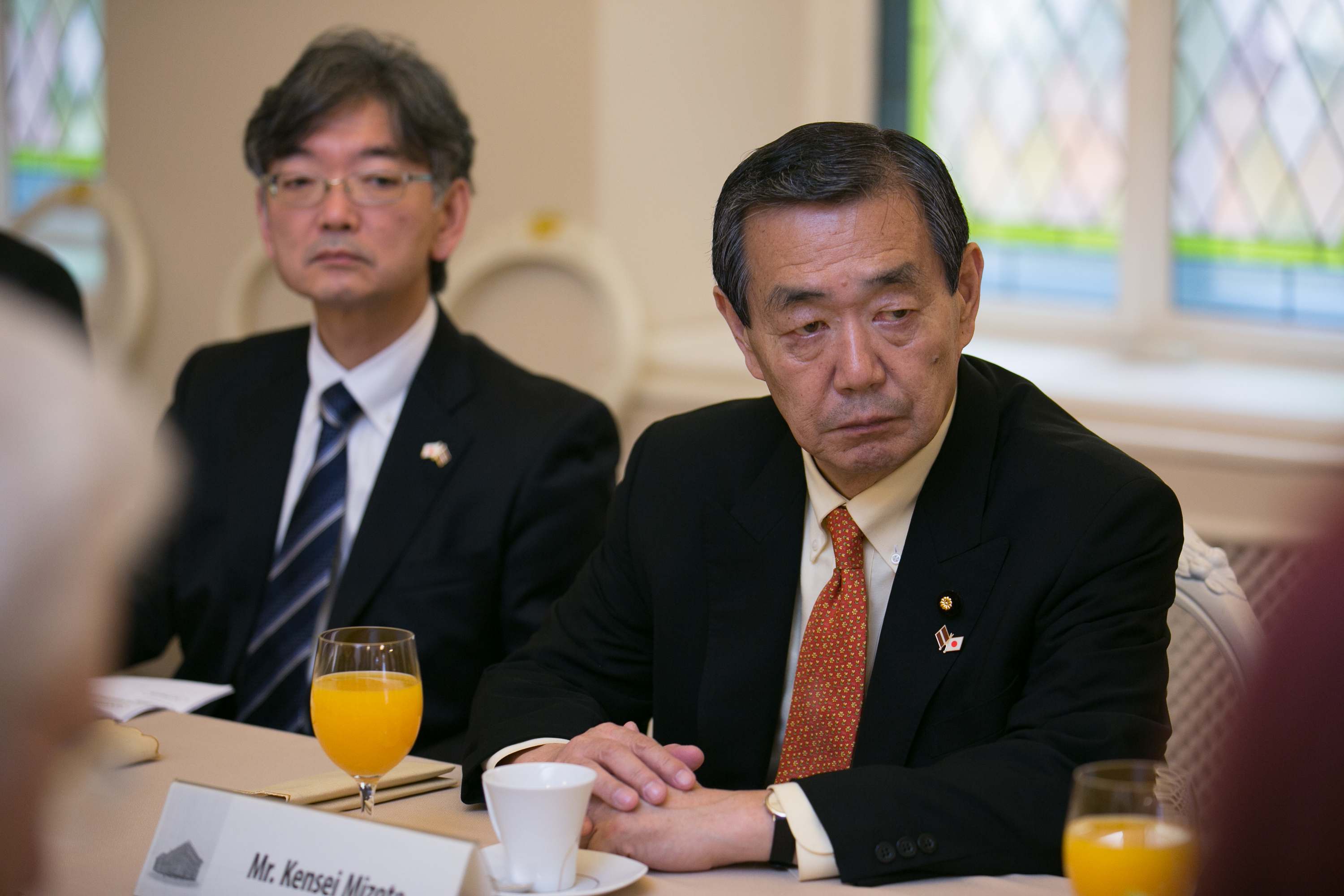
2014年、ラトビアにて（右）

溝手 顕正（溝手 顯正、みぞて けんせい、1942年〈昭和17年〉9月13日 - 2023年〈令和5年〉4月14日）は、日本の実業家、政治家。従三位。
幸陽船渠代表取締役社長、国家公安委員会委員長（第74代）、内閣府特命担当大臣（防災）、自由民主党参議院議員会長（第28代）、自由民主党参議院幹事長、参議院議員（5期）、参議院予算委員長・議院運営委員長・国家基本政策委員長・総務委員長・懲罰委員長・政府開発援助等に関する特別委員長、自由民主党広島県支部連合会会長を歴任した。

## 来歴

### 生い立ち
広島県広島市南区皆実町生まれ。その後は安芸郡や父方の郷里の賀茂郡原村（現東広島市八本松町原）を経て、日本通運に勤めていた父親の転勤に伴い三原市に転居した。

### 学生時代
広島大学附属三原中学校から広島大学附属高等学校に進み、サッカー部に所属して同級の船本幸路、小城得達、桑原楽之らとともに全国高等学校サッカー選手権大会準優勝。東京大学運動会アメリカンフットボール部ではキャプテンを務めた。1966年、東京大学法学部卒業。

### 実業界
富士製鐵（現・日本製鉄）に入社。配属は、広畑製鉄所。1971年3月、新日本製鐵を退社。妻である美重子の父親が経営している幸陽船渠に副社長として迎えられ、1979年より代表取締役社長を務める。この間、日本造船工業会常任理事や三原商工会議所副会頭を務めた。

### 三原市長
1987年、地元商業界の後押しを受け、三原市長選挙に立候補し、初当選。1991年に再選され、2期6年務める。この間、全国市長会評議員や広島市長会副会長を務めた。

### 参議院議員

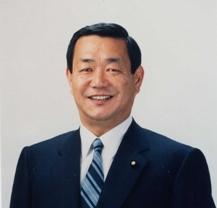
入閣時に公開された肖像

1993年12月、藤田雄山の広島県知事選挙立候補に伴う参議院広島県選挙区補欠選挙に自由民主党公認で立候補し、初当選した。1997年9月、通商産業政務次官。2004年、参議院議院運営委員長に就任。
2006年9月20日に行われた自民党総裁選挙で安倍晋三の推薦人に名を連ねた。同年9月26日、第1次安倍内閣が発足。国家公安委員会委員長、内閣府特命担当大臣（防災）に任命され、副大臣や大臣政務官を経ずに初入閣した。在任中は数回にわたる失言や大臣規範違反が発覚した。
2007年7月の第21回参議院議員通常選挙では、広島県選挙区から自民党公認で立候補し、4選。選挙戦中に発生した新潟県中越沖地震に際しては、広島県での選挙運動を中止し、政府調査団長に就任して被災地を視察に訪れた。同年8月27日に発足した第1次安倍改造内閣では再任されなかった。
同年12月、日朝国交正常化を目指す議員連盟「自由民主党朝鮮半島問題小委員会」の立ち上げに参加し、副委員長に就任した。2008年に参議院予算委員長、2009年に参議院国家基本政策委員長をそれぞれ務めている。
2011年9月、自由民主党参議院議員会長の中曽根弘文は、参議院自民党の執行部人事において、当初は参院幹事長の小坂憲次、参議院政策審議会長の山本一太の両名を再任する意向だったが、2009年の第45回衆議院議員総選挙で落選し、2010年に参院に鞍替えしたばかりの小坂や、同じ群馬県選出の山本の続投に、町村・額賀・古賀3派からは批判が高まり、中曽根は一旦参院幹事長を鴻池祥肇に交代させる人事案を議員総会に提出するも、否決される。これを受け、中曽根は古賀派の溝手を参院幹事長に、町村派の岩城光英を政策審議会長に起用する新たな人事案を提出して承認され、溝手が自民党参議院幹事長に就任した。
2013年、5期目の当選を果たす。同年7月26日、中曽根の任期満了に伴う参院議員会長選挙に町村・額賀・古賀3派の後押しを受ける形で立候補し、82票を獲得。31票を獲得した鴻池祥肇を破り、自由民主党参院議員会長に選出された（2016年に更迭）。
2014年9月9日、参議院執行部会において、参議院幹事長の脇雅史から一票の格差を是正するための選挙制度改革に対する後ろ向きな姿勢を批判され、参院議員会長を辞任するよう求められる が、溝手は辞任に応じず、12日の特別総会で脇を参院幹事長から更迭した。選挙制度改革については新党改革の荒井広幸代表が事実上提案していた4つの選挙区を2つ合区して2つの合同選挙区を創設する公職選挙法改正案を受け入れる政治的決断をし、2015年7月28日に法案が国会で成立した。

#### 2019年参議院議員選挙
6期目へ向けて溝手の自民党公認は早くに決定していた。ところが2018年暮れ、安倍首相や菅義偉官房長官らの意向を酌んだ党本部は、党広島県連に対し2人目を擁立することを打診。県連からは「組織が分裂しかねない」と一斉に反発があがった。県連は党本部に方針を撤回するよう繰り返し求めたが、2019年3月13日、自民党は、河井克行衆議院議員の妻で広島県議会議員の河井案里を正式に2人目の公認候補に決定した。
2019年4月から6月にかけて、自民党本部は河井案里が支部長を務める「広島県参議院選挙区第七支部」に対し7,500万円、河井克行が支部長を務める「広島県第三選挙区支部」に対し7,500万円、あわせて1億5千万円もの破格の選挙資金を支給した。これに対し溝手への支給額は1,500万円であった。
|         | 広島県参議院選挙区第七支部 （支部長：河井案里） | 広島県第三選挙区支部 （支部長：河井克行） |
| 4月15日 | 1,500万円★                                      |                                           |
| 5月20日 | 3,000万円★                                      |                                           |
| 6月10日 | 3,000万円★                                      | 4,500万円★                                |
| 6月27日 |                                                 | 3,000万円                                 |
| 計      | 7,500万円                                       | 7,500万円                                 |

河井陣営の物量戦の前には歯が立たず、同年7月21日に行われた第25回参議院議員通常選挙では次点で落選した。溝手は落選直後、支援者に「2人出すのは、やはりばかげた話。今後、自民党として考えなくてはいけない」と述べた。
また溝手顕正側から公示前月、奥原信也側に50万円が振り込まれていたことが2020年11月11日に判明した。溝手の秘書によると、2019年6月3日に溝手が代表の「自民党広島県参議院選挙区第2支部」から奥原の後援会長が代表の「自民党呉第1支部」の口座に50万円を送金したが、「選挙応援を依頼する目的ではない」と述べている。

### 落選後
2019年11月、旭日大綬章を受章したが、「別の用事がある」として親授式を欠席した。
前述の買収事件を契機に三原市長の天満祥典が辞任すると、同市長選挙に立候補を表明した岡田吉弘への支持を表明、8月9日の投開票の結果、岡田は当選した。なお、翌2021年2月に脳梗塞を発症し広島市内の病院で入院・療養に入ったため、これが生前最期の政治活動となった。
2023年4月14日、老衰のため死去した。80歳没。従三位に叙された。

## 人物
家族は妻、1男、1女。信条は人間万事塞翁が馬。趣味は読書、料理。現住所は広島県三原市本町3丁目。

## 経歴
- 1958年 - 広島大学付属三原中学校卒業[5]
- 1961年 - 広島大学附属高校卒業[5]
- 1966年3月 - 東京大学法学部卒業[3]、4月に富士製鐵入社[3]
- 1971年5月 - 幸陽船渠副社長[3]
- 1979年8月 - 幸陽船渠社長[3]
- 1987年 - 三原市長に初当選[3]
- 1991年 - 三原市長に再選[3]
- 1993年 - 参議院補欠選挙で初当選（広島県選挙区）[3]
- 1995年 - 第17回参議院議員通常選挙で2選[3]
- 2001年 - 第19回参議院議員通常選挙で3選
- 2006年 - 国家公安委員会委員長、内閣府特命担当大臣（防災担当）に就任[3]
- 2007年 - 内閣府特命担当大臣（防災担当）を退任
- 2007年 - 第21回参議院議員通常選挙で4選
- 2013年 - 第23回参議院議員通常選挙で5選
- 2019年 - 第25回参議院議員通常選挙で落選

## 政策

### 内政
- 選択的夫婦別姓導入への賛否について「どちらとも言えない」としている[27]。
- 大規模自然災害発生時、住宅再建のために1世帯あたり最大300万円の公的資金が支給されるが、これ以上の増額は不要[28]。
- 原子力発電所は必要[28]。
- 総理や閣僚の靖国神社参拝は問題ない[28]。

### 外交・安保
- 普天間基地の辺野古への移設に賛成[28]（普天間基地移設問題参照）。
- 集団的自衛権を行使できるように日本国憲法第9条の解釈を見直すべき[28]。

### 経済・財政
- アベノミクスで雇用や所得が増えると思う[28]。
- 2019年10月に予定されている消費税の10%への引き上げについて「法律に従い、引き上げるべきだ」と回答している[29]。

### 部落問題
- 2016年12月9日、第192回国会で部落差別の解消の推進に関する法律案（衆議院提出）に賛成票を投じた[30]。

## 発言
「（安倍）首相本人の責任はある。（続投を）本人が言うのは勝手だが、決まっていない」
2007年夏の参院選で小沢一郎率いる民主党に惨敗しながらも続投に拘泥した安倍晋三首相に対して、当時防災相だった溝手は痛烈に批判を行った。
「後進国だったら菅首相は裁判にかけ、死刑になりかねない」
2011年3月11日に発生した東北地方太平洋沖地震に伴う東日本大震災に際しての、菅直人首相（当時）ら民主党政権の対応について、2012年2月28日の記者会見で「後進国だったら裁判にかけ、死刑という話につながりかねない大変な話だ」と述べ、菅首相を強く批判した。
安倍晋三について
第1次安倍内閣で閣僚を務めていたが、2012年2月25日の読売テレビの番組で、早期の話し合い解散を主張した安倍元首相 について、「もう過去の人だ。主導権を取ろうと発言したのだろうが、執行部の中にそういう話はない」と述べ、不快感を示した。なお、この発言及び前述の防災相時代の発言が前述した河井事件の引き金になったと言われている。
宮崎謙介について
不倫報道によって議員辞職した宮崎謙介について「うらやましい人がいるのではないか」と述べた。

## 不祥事

### 大臣規範違反
第1次安倍内閣で国家公安委員会委員長、内閣府特命担当大臣（防災）を務めていた2007年、無届けで社会福祉法人理事長を務めて報酬を受け取っており、国務大臣、副大臣及び大臣政務官規範違反の疑いがもたれた。その後、溝手は受け取っていた報酬を2007年7月3日までに社会福祉法人に返金したが、閣僚辞任や議員辞職については否定した。

## 所属団体・議員連盟
- 自民党たばこ議員連盟[38]
- 自由民主党朝鮮半島問題小委員会（副委員長）
- 海事振興連盟（副会長）
- 日韓議員連盟
- 神道政治連盟国会議員懇談会[39]
- TPP交渉における国益を守り抜く会

## 支援団体
- 全国たばこ販売政治連盟（組織推薦候補者）[38]
- 神道政治連盟[40]

## 選挙歴
| 当落 | 選挙                     | 執行日         | 年齢 | 選挙区       | 政党       | 得票数     | 得票率 | 定数 | 得票順位 /候補者数 | 政党内比例順位 /政党当選者数 |
| ---- | ------------------------ | -------------- | ---- | ------------ | ---------- | ---------- | ------ | ---- | ------------------ | ---------------------------- |
| 当   | 1987年旧三原市長選挙     | 1987年4月26日  | 44   | ーー         | ーー       | ーー票     | ーー   | 1    | 1/                 | /                            |
| 当   | 1991年旧三原市長選挙     | 1991年4月21日  | 48   | ーー         | ーー       | ーー票     | ーー   | 1    | 1/                 | /                            |
| 当   | 第15回参議院議員補欠選挙 | 1993年12月5日  | 51   | 広島県選挙区 | 自由民主党 | 30万5413票 | 57.82% | 1    | 1/3                | /                            |
| 当   | 第17回参議院議員通常選挙 | 1995年07月23日 | 52   | 広島県選挙区 | 自由民主党 | 31万801票  | 34.53% | 2    | 1/5                | /                            |
| 当   | 第19回参議院議員通常選挙 | 2001年07月29日 | 58   | 広島県選挙区 | 自由民主党 | 40万8857票 | 31.91% | 2    | 2/6                | /                            |
| 当   | 第21回参議院議員通常選挙 | 2007年07月29日 | 64   | 広島県選挙区 | 自由民主党 | 38万9881票 | 29.99% | 2    | 2/6                | /                            |
| 当   | 第23回参議院議員通常選挙 | 2013年07月21日 | 70   | 広島県選挙区 | 自由民主党 | 52万1794票 | 46.28% | 2    | 1/6                | /                            |
| 落   | 第25回参議院議員通常選挙 | 2019年07月21日 | 76   | 広島県選挙区 | 自由民主党 | 27万183票  | 26.47% | 2    | 2/7                | /                            |